# Alloeorhynchus trimacula
Alloeorhynchus trimacula är en insektsart som först beskrevs av Stein 1857.  Alloeorhynchus trimacula ingår i släktet Alloeorhynchus och familjen fältrovskinnbaggar. Inga underarter finns listade i Catalogue of Life.